# Pterodroma inexpectata
El petrel moteado (Pterodroma inexpectata) es una especie de petrel del género Pterodroma.

## Características
Esta ave marina mide 35 centímetros de alas y tiene una envergadura de 80 centímetros, es una especie que vive la mayor parte del tiempo sobre la zona del mar, excepto cuando anidan y cuando son polluelos, se alimentan de peces, calamares y crustáceos. Habitan en 
Nueva Zelanda y algunas islas menores de la región, pasando al mar de Bering y concentrándose en el golfo de Alaska y la islas Aleutianas, en madrigueras y grietas en las rocas.